# Chipre en los Juegos Olímpicos de Pekín 2022
Chipre estuvo representado en los Juegos Olímpicos de Pekín 2022 por un deportista que competirá en esquí alpino. Responsable del equipo olímpico es el Comité Olímpico Chipriota, así como las federaciones deportivas nacionales de cada deporte con participación.
El portador de la bandera en la ceremonia de apertura fue el esquiador alpino Yannos Kuyumtzián. El equipo olímpico chipriota no obtuvo ninguna medalla en estos Juegos.